# Догксим

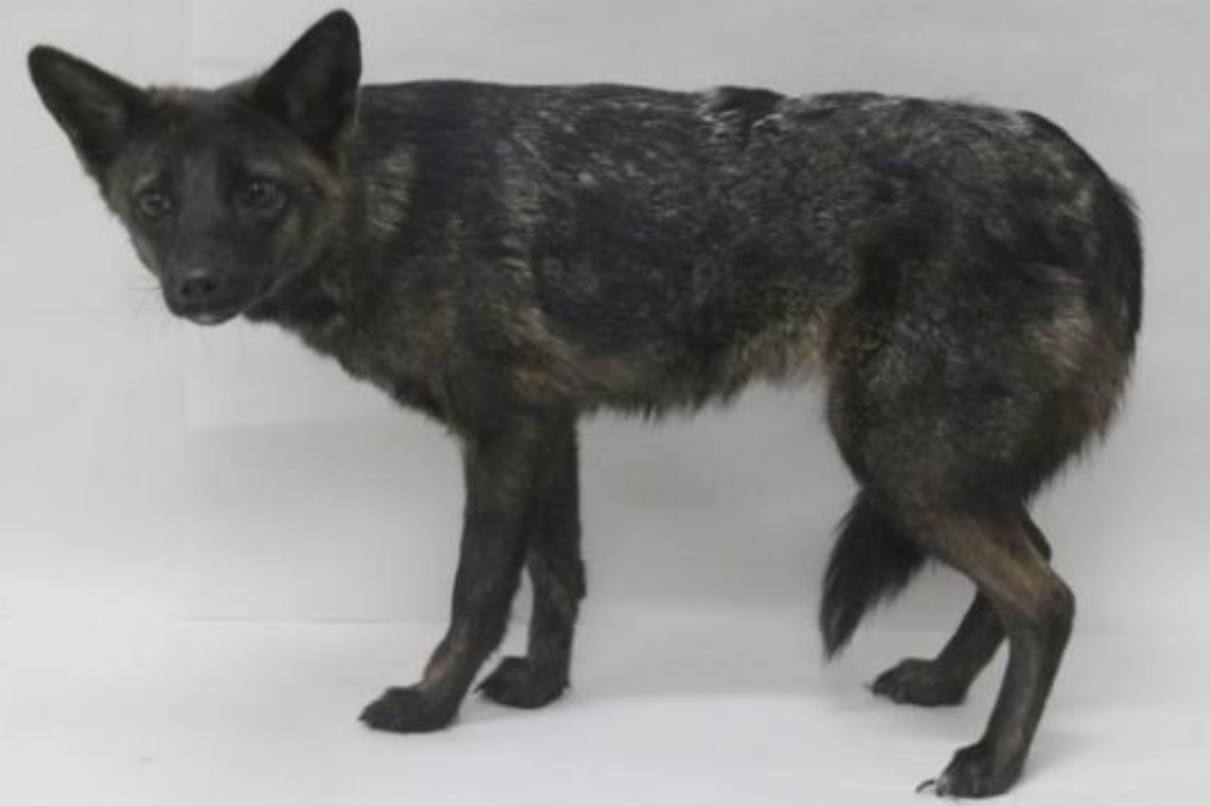
Догксим (единственный экземпляр)

Догксим — гибрид собаки и лисицы. Гибрид собаки с собственно лисицами (лат. Vulpes) по современным данным невозможен, однако в 2021 году в Бразилии был зафиксирован гибрид собаки с парагвайской (пампасной) лисицей из рода южноамериканских лисиц (лат. Lycalopex), которые, впрочем, филогенетически ближе к койоту и волку, и, соответственно, к домашней собаке, чем собственно к лисице (у домашней собаки — 78 хромосом, у пампасных лисиц — 74, у догксима — 76, тогда как у лисицы обыкновенной — 34). 

## История обнаружения
Впервые достоверно зафиксирован  в 2021 году в Бразилии, когда после ДТП самку-представителя доставили в ветеринарную клинику. Собаколиса погибла в начале 2023 по неизвестным причинам.
За животным ухаживали в ветеринарной больнице Федерального университета Риу-Гранди-ду-Сул, где она полностью выздоровела, а затем была переведена в природоохранный центр под названием Мантенедуро Сан-Браз в городе Санта-Мария. Перевозку редкого животного организовало правительство региона.

## Описание
В результате проведения обширных генетических тестов было установлено, что обнаруженная особь произошла от скрещивания самки пампасной лисы (74 хромосомы, род Lycalopex) и самца домашней собаки (78 хромосомы), и имела 76 хромосом в кариотипе. Предполагается, что самка была фертильна, однако это не удалось проверить: животное было кастрировано в рамках лечения.

Обнаруженное животное имело большие заостренные уши, густой жесткий мех и длинную тонкую морду. Она настороженно относилась к людям, но была добра и позволяла себя гладить; ела живых грызунов, но отказывалась от прочей пищи; лаяла как собака и иногда играла игрушками, но двигалась как лиса.
«Она была удивительным животным, на самом деле гибридом пампасной лисы и собаки. Она не была такой послушной, как собака, но ей также не хватало агрессивности, ожидаемой от дикой собаки при обращении с ней. У нее был застенчивый и осторожный характер, обычно она предпочитала держаться подальше от людей. Я считаю, что за время, проведенное в больнице для лечения, она начала чувствовать себя в большей безопасности»

— Флавия Феррари, защитник природы, которая работала с животным во время ее выздоровления.

## Опасения
Гибридизация видов с разными эволюционными траекториями может стать серьезной угрозой сохранению дикой природы. Открытие догксима заставляет беспокоиться о сохранности диких псовых в Южной Америке, особенно видов Lycalopex. Гибридизация с домашней собакой может иметь вредные последствия для популяций пампасных лисиц из-за возможности интрогрессии и передачи болезней от домашней собаки.

## Другие возможные случаи
Хотя случаи гибридизации домашних собак с собственно лисами не подтверждены и по современным данным невозможны, в литературе XIX века описано несколько случаев, претендовавших на роль подобного гибрида. 
Так, в книге «The Dog in Health and Disease» (1859) содержит изображение животного, которое, как утверждается, на 3/4 являющегося собакой, а на 1/4 — лисой. По данным автора, скрещивание произошло в 1855 году. Примечательно, что в других книгах этот же автор сообщает о том, что информация о гибридах может быть недостоверной, и что в действительности речь может идти о гибридах домашней собаки с дикой собакой динго, то есть, фактически, представителем того же самого вида.

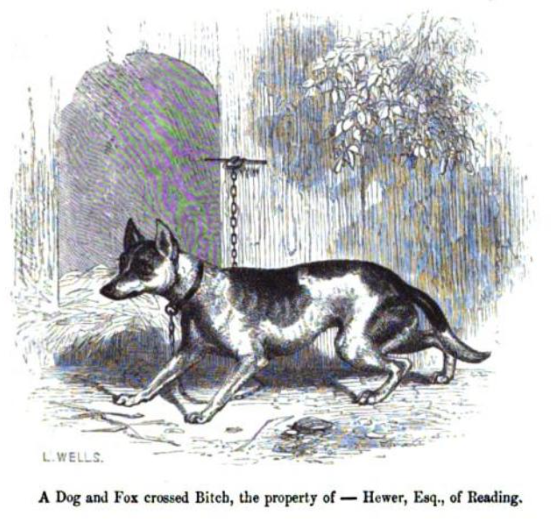
Гравюра 1859 года, изображающая предполагаемый гибрида собаки и лисицы
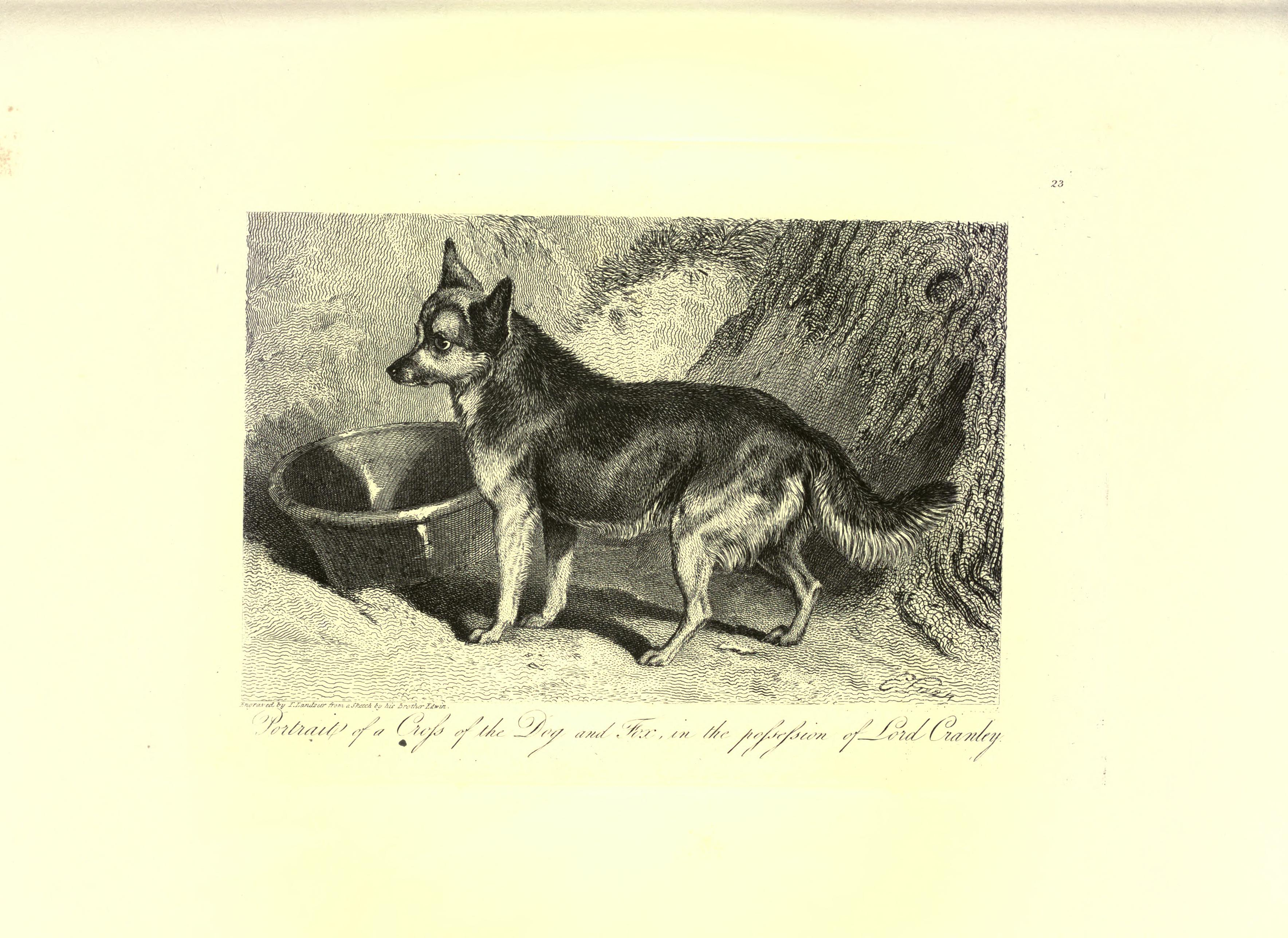
Изображение предполагаемого гибрида собаки и лисицы. Гравюра Томаса Ландсира с оригинала Эдвина Ландсира